# Chalkopiryt
Chalkopiryt (piryt miedziowy) – minerał z gromady siarczków, którego głównym składnikiem jest mieszany siarczek miedzi(II) i żelaza(II) (CuFeS2). Jest minerałem pospolitym i bardzo szeroko rozpowszechnionym.
Nazwa pochodzi od gr. chalkós, "miedź" + pyrítes, "ogniowy" i nawiązuje do składu chemicznego i barwy tego minerału.

## Charakterystyka

### Właściwości
Tworzy kryształy izometryczne o pokroju czworościanów lub skalenoedrów. Występuje w skupieniach zbitych, ziarnistych, skorupowych i w formie pryśnięć w skale. Najpiękniejsze kryształy narosłe występują w formie szczotek krystalicznych. Jest kruchy i nieprzezroczysty. Często wykazuje zielonkawą migotliwość (iryzację). Zawartość selenu powoduje brunatny odcień chalkopirytu. Często zawiera domieszki Ag, Au, As, Sb, Bi, Ni, Co.
W temperaturze 550 °C przechodzi w tetragonalną fazę γ. Ze wzrostem temperatury zmniejsza się w nim zawartość siarki – najniższa jest w temperaturze 720 °C. Po ochłodzeniu krystalizuje w regularną fazę β. 

### Występowanie
Powstaje w procesach magmowych, we wczesnym stadium krystalizacji magmy, rozpowszechniony jest również w utworach żyłowych pneumatolitycznych i hydrotermalnych. Występuje w złożach osadowych w towarzystwie chalkozynu, bornitu i kowelinu, jest ważnym kruszcem miedzi w złożach dolnośląskich. Zazwyczaj występuje w pegmatytach, żyłach kruszcowych i metasomatytach. Jako minerał poboczny występuje w większości skał magmowych. Stanowi składnik skał metamorficznych (gnejsów, serpentynitów, amfibolitów). Rzadziej tworzy się w skałach osadowych.
Współwystępuje z pirytem, magnetytem, pentlandytem, sfalerytem, markasytem, kalcytem, syderytem, fluorytem, pirotynem, bornitem, galeną, dolomitem, kwarcem, pseudomalachitem.
Miejsca występowania:
- Na świecie: Niemcy (Siegerland, Saksonia), Francja (Alzacja), Norwegia (Røros, Løkken)[1], Zambia, Demokratyczna Republika Konga (Katanga), USA (Pensylwania, Arizona, Utah, Kalifornia, Alaska), Kanada (Ontario), Rosja (Ural), Japonia, Czechy, Rumunia[2].

- W Polsce: monoklina przedsudecka, Góry Kaczawskie, Rudawy Janowickie (m.in. w okolicy wsi Ogorzelec), Pogórze Izerskie. Spotykany w Legnicko-Głogowskiego Okręgu Miedziowym (Lubin, Polkowice, Rudna, Sieroszowice) i woj. świętokrzyskim (np. Miedzianka i Miedziana Góra k. Kielc).

### Zastosowanie
- jedna z ważniejszych rud miedzi[1] (34,5% zawartości Cu) – znany już od epoki brązu. Z jego przeróbki pochodzi 80% światowej produkcji tego metalu
- może być źródłem srebra i złota
- jest minerałem atrakcyjnym i poszukiwanym przez kolekcjonerów, kryształy rzadko osiągają wielkość powyżej 2 cm
- rzadko znajduje zastosowanie w jubilerstwie